# Levantamento de peso nos Jogos Pan-Americanos de 2011 - Mais de 75 kg feminino
A categoria mais de 75 kg feminino do levantamento de peso nos Jogos Pan-Americanos de 2011 foi disputada em 27 de outubro no Fórum de Halterofilismo com nove halterofilistas de sete países.

## Calendário
Horário local (UTC-6).
| Data          | Horário | Fase  |
| ------------- | ------- | ----- |
| 27 de outubro | 14:00   | Final |

## Medalhistas
| Ouro   | ECU Seledina Nieve    |
| Prata  | VEN Yaniuska Espinoza |
| Bronze | MEX Tania Mascorro    |

## Resultados
| Pos.              | Nome              | País                     | Grupo | Peso (kg) | Arranque (kg) | Arremesso (kg) | Total (kg) |
| ----------------- | ----------------- | ------------------------ | ----- | --------- | ------------- | -------------- | ---------- |
| Medalha de ouro   | Seledina Nieve    | ECU Equador              | A     | 94.54     | 113           | 145            | 258        |
| Medalha de prata  | Yaniuska Espinoza | VEN Venezuela            | A     | 107.83    | 109           | 136            | 245        |
| Medalha de bronze | Tania Mascorro    | MEX México               | A     | 100.80    | 109           | 135            | 244        |
| 4                 | Veronica Saladín  | DOM República Dominicana | A     | 103.17    | 107           | 125            | 232        |
| 5                 | Rosa Matos        | DOM República Dominicana | A     | 95.85     | 98            | 125            | 223        |
| 6                 | Astrid Camposeco  | GUA Guatemala            | A     | 86.15     | 83            | 115            | 198        |
| 7                 | Nubia Gómez       | PUR Porto Rico           | A     | 108.18    | 85            | 107            | 192        |
| –                 | Sarah Robles      | USA Estados Unidos       | A     | 119.05    | 112           | –              | –          |
| –                 | Chioma Amaechi    | USA Estados Unidos       | A     | 110.39    |               |                | DNF        |